# Grande Prêmio da América

O Circuito de Port Imperial

O Grande Prêmio da América foi uma corrida de Fórmula 1 proposta em 2011. O plano era realizar a corrida no circuito de Port Imperial de 5,2 km (3,2 milhas), entre as cidades de Nova Jérsei no oeste de Nova Iorque e Weehawken, perto do Weehawken Port Imperial, com o horizonte da cidade de Nova York como um cenário panorâmico.
O Grande Prêmio da América planejava ter seu primeiro evento em junho de 2013, porém não ocorreu em 2013.  No final de 2013, o presidente e CEO da Fórmula 1, Bernie Ecclestone, declarou que os promotores estavam violando o contrato e que novas propostas de outras partes seriam bem-vindas. A corrida foi repetidamente adicionada e removida dos futuros calendários provisórios da Fórmula 1 e removida completamente do calendário provisório em 2016.